# Attack the Block
 (janvier 2014).
Si vous disposez d'ouvrages ou d'articles de référence ou si vous connaissez des sites web de qualité traitant du thème abordé ici, merci de compléter l'article en donnant les références utiles à sa vérifiabilité et en les liant à la section « Notes et références ».
Pour plus de détails, voir Fiche technique et Distribution.
Attack the Block est un film britannique réalisé par Joe Cornish sorti en 2011.
Ce film a révélé l'acteur John Boyega.

## Synopsis
Sud de Londres. Alors qu'elle rentre chez elle, Sam, infirmière de 25 ans, est agressée par un gang d'adolescents menés par Moses menant quatre ou cinq individus qui la contraignent à leur céder ses effets personnels. Mais ils sont brutalement interrompus par la chute d'un objet non-identifié sur une voiture garée à côté. Pendant que la jeune femme en profite pour s'enfuir, Moses inspecte l'habitacle du véhicule, à la recherche d'objets de valeur, quand une étrange créature blanche cachée sous le tableau de bord se jette sur lui et le griffe au visage avant de prendre la fuite. Décidé à ne pas en rester là, lui et sa bande poursuivent la bête jusqu'à la remise où elle s'est réfugiée et la mettent à mort.
Incapables d'identifier la créature, ils la ramènent dans leur cité pour la confier aux bons soins de leur ami Ron, dans l'attente de lui trouver une valeur marchande. Gratte-Ciel, le chef de ce dernier, trafiquant de drogue, voit en Moses un collaborateur potentiel et lui remet des dosettes de cocaïne afin de le tester comme revendeur. Alors que sa bande disserte sur les différents journaux auxquels ils pourraient confier leur découverte, ils assistent soudain de leurs fenêtres à une chute massive de corps célestes lumineux. Persuadés qu'il s'agit de créatures identiques à celle qu'ils ont ramenée, flairant le gros coup, ils se précipitent à l'extérieur vers le visiteur le plus proche. 
Mais ces nouveaux venus ne sont en rien semblables à la première. Couverts de pelage noir d'encre et dotés de crocs fluorescents, ils sont beaucoup plus massifs, beaucoup plus coriaces, et beaucoup plus redoutables.
Prise en chasse, la bande se précipite vers l'immeuble. Mais Moses est intercepté par un camion de police. Deux agents, aidés par Sam qui l'identifie, trouvent la cocaïne et lui passent les menottes avant de l'enfermer dans leur véhicule. Mais alors qu'ils vont pour remonter dans leur camion, ils sont tués par deux aliens. Restés seuls dans l'habitacle, Sam et Moses ne doivent leur salut qu'à l'intervention de Dennis, un autre membre de la bande venu à la rescousse. Poussée par Moses, Sam s'enfuit, et le deuxième comparse prend le volant, droit vers l'immeuble. Mais dans le parking, ils emboutissent accidentellement la voiture de Gratte-Ciel. Celui-ci qui croit d'abord avoir affaire à la vraie police, finit par reconnaître Moses et lui demande des explications, mais ne croit cependant pas à leur excuse d'aliens, ignorant que l'un d'eux vient de se faufiler derrière sa voiture. Son complice l'ayant aperçu, il est sommé d'aller se rendre compte de ce que c'est et finit entre les crocs du monstre. Alors que Gratte-Ciel, fou de rage, canarde la bête, Moses et ses comparses s'enfuient, retrouvant leurs amis. L'un d'eux, mordu à la cheville, a besoin de soins. Ils aperçoivent alors Sam, qui s'apprêtait à rentrer dans son appartement. Investissant son intérieur, ils lui demandent son aide d'infirmière. D'abord réticente, elle finit par céder et soigner leur ami. Mais un alien, qui avait retrouvé leurs traces, défonce la porte d'entrée et surgit dans l'appartement, puis est tué par Moses. Comprenant qu'elle ne pourra rester en vie qu'en leur compagnie, Sam accepte finalement de les suivre.
Poursuivis par ces monstres et maintenant par Gratte-Ciel ivre de vengeance, ils se réfugient ensuite dans l'appartement d'une amie dont la porte est plus solide. Mais les aliens passent par la fenêtre, et tuent un des jeunes avant de se faire tuer à leur tour. Le groupe monte alors chez Ron, dont la pièce servant pour la culture de plans de cannabis est mieux protégée. À l'abri de la pièce mais avec les monstres qui attendent derrière la porte, ils constatent que Moses a sur son blouson des traces de phéromones qui sont révélées par les ultraviolets. Ils en déduisent que le produit provient du premier extra-terrestres tué (qui s'avère être une femelle), et qu'il a pour effet d'attirer les autres. Ils élaborent un plan qu'ils mettent à exécution : Sam passe d'abord prudemment à travers la meute et s'aventure jusque chez Moses où elle ouvre le gaz. Ensuite, Moses sort de la pièce en courant jusqu'à son appartement. Les aliens, attiré par l'odeur des phéromones, le poursuivent. Moses provoque ensuite une explosion, se débarrassant ainsi des aliens. Enfin, la police intervient et arrête Moses, acclamé par des habitants de l'immeuble amassés en bas.

## Fiche technique
- Réalisation et scénario : Joe Cornish
- Musique : Basement Jaxx et Steven Price
- Montage : Jonathan Amos
- Photographie : Thomas Townend
- Production : James Wilson et Edgar Wright
- Sociétés de production : Big Talk Productions, Studio Canal, Nira Park
- Sociétés de distribution : Sony Pictures et Océan Films
- Budget : 15 000 000 $
- Pays de production :  Royaume-Uni
- Langue originale : anglais
- Format : couleur
- Durée : 88 minutes
- Dates de sortie : 
  - États-Unis : mars 2011
  - Royaume-Uni : 13 mai 2011
  - Belgique : 20 juillet 2011
  - France : 20 juillet 2011
- Classification :
  - États-Unis : R (interdit aux moins de 17 ans non accompagnées)
  - France : tout public lors de sa sortie en salles et déconseillé aux moins de 12 ans à la télévision[réf. nécessaire]
  - Royaume-Uni : Interdit aux moins de 15 ans

## Distribution
- John Boyega (VF : Moussa Sylla) : Moses
- Alex Esmail: Pest
- Jodie Whittaker (VF : Alexandra Garijo) : Sam
- Luke Treadaway (VF : Alban Ivanov) : Brewis
- Nick Frost (VF : Alexis Victor) : Ron
- Franz Drameh (VF : Théo Gebel) : Dennis
- Leeon Jones (VF : Pascal Grull) : Jerome
- Simon Howard(VF: Hervé Grull) : Biggz
- Jumayn Hunter (VF : Diouc Koma) : Gratte-Ciel
- Danielle Vitalis (VF : Camille Donda) : Tia

Maison de doublage : Dubbing Brothers, Direction Artistique : Hervé Rey

## Tournage
Le film a été tourné à Southwark, district dans le sud de Londres.

## Distinctions
- Festival international du film fantastique de Catalogne 2011 : prix spécial du jury